# Roberto Ovelar
Roberto Andrés Ovelar Maldonado (Curuguaty, Departamento de Canindeyú, Paraguay, 1 de diciembre de 1985) es un futbolista y entrenador del fútbol paraguayo. Actualmente juega en el Club Atletico 3 de febrero que actualmente juega en la liga paranaense.

## Legado deportivo
Su hermano Luís Armando Ovelar y su primo Christian Ovelar también fueron futbolistas profesionales.

## Trayectoria

### Inicios
Comenzó como juvenil jugando en el equipo amateur Karendy de la Liga Mallorquina, en el cual se mantuvo bastante tiempo. Luego de eso fue descubierto por un cazatalentos de uno de los equipos más importantes de Paraguay, el Cerro Porteño, donde es llevado y se gana la aprobación del técnico del equipo en ese entonces Gustavo Costas. Debutó en 2006 ganando el título de Primera División de ese año, anotando entre ese torneo y el posterior la cifra de 8 goles.

### Universidad San Martín
Durante de enero de 2008 se unió en calidad de préstamo a Universidad San Martín de Porres, equipo de la Primera División Peruana que fue el último campeón de liga en aquel momento. En San Martín ganó el título del Campeonato Descentralizado y fue figura anotando 9 goles en 30 partidos.

### Cruz Azul
Fue transferido a principios del año 2009 al equipo mexicano Cruz Azul. Tras no haber tenido una óptima temporada en el conjunto cementero, retornó a Perú recalando en Alianza Lima.

### Alianza Lima
El 9 de septiembre de 2009, Ovelar debutó por Alianza de forma profesional en un partido contra el Colegio Nacional de Iquitos, el cual su equipo ganó 3–0 con goles de Wilmer Aguirre, Luis Trujillo y Óscar Vílchez, "el búfalo" en cambio jugó 70 minutos en el cotejo con una deslucida actuación. Luego de cinco fechas sin conocer el gol, y no ser titular indiscutido como se le esperaba, él volvió a anotar en un empate a dos goles con la Universidad César Vallejo, en las últimas fechas del Campeonato Descentralizado. En su primer torneo tuvo una más que irregular performance anotando solo un gol en ocho partidos de liga, siendo subcampeón y clasificando a la Copa Libertadores 2010. La siguiente temporada, Ovelar empezó la temporada con un rendimiento bastante óptimo anotando un doblete en la victoria 3–0 de su equipo sobre el Alianza Atlético de Sullana, anotando el único gol del partido en el siguiente juego ante su exequipo Universidad San Martín de Porres, e incluso la siguiente ante Sport Boys. El 16 de marzo de 2010, "El Búfalo" tuvo una destacada actuación en la Copa Libertadores, anotando en la derrota 4 a 2 ante Juan Aurich. En su siguiente partido, Ovelar fue expulsado en una derrota por dos goles a cero ante César Vallejo. Haciendo una buena temporada, él anotó en total de todas las competiciones diez goles en veinte partidos, entre la Libertadores y el Descentralizado, logró también clasificar a la Copa Libertadores 2011.
Ovelar comenzó la siguiente temporada, anotando goles ante Inti Gas y el CNI. Tras meses de haber estado anotando y jugando de muy excelente forma, Ovelar alcanzó su mejor actuación en todo el Campeonato Descentralizado 2011, el día 11 de septiembre, anotando una tripleta contra el Cobresol en una victoria 5–0 en calidad de visita. El día 24 del mismo anotó un doblete contra el Melgar poniendo los descuentos de Alianza en una derrota de su equipo 3–2.

### Universidad Católica
Gracias a su rendimiento en el fútbol peruano anotando 14 goles en 28 encuentros, Ovelar fue contratado por la Universidad Católica de Chile, por un valor aproximadamente a los US$ 1,5 millones, por un período de tres temporadas en el club. Su debut por Católica se concretó en la primera fecha del Torneo Apertura 2012 contra Palestino. Su primer gol lo anotó en el empate a un gol contra Bolívar por la Libertadores. Tras varias fechas sin anotar y un rendimiento irregular, el 11 de marzo anotó su primer gol en el campeonato local en la victoria 2–1 sobre O'Higgins. El técnico Martín Lasarte no lo considera en sus planes para la temporada 2013, al no encontrar club, deberá cumplir su contrato a la espera de ser llamado al primer equipo o llegar a préstamo a otra institución.

### Juan Aurich
En febrero de 2013 el paraguayo llega a un acuerdo con el Juan Aurich de Chiclayo para jugar en el ciclón hasta 2014.

### Junior
En 2014 llega al Junior de Barranquilla. Su debut no oficial fue en un partido por la Copa Euroamericana, disputado entre el Junior y el AS Monaco FC, juego que terminó 0-1 a favor del conjunto monegasco. Luego llegaron las lesiones que lo marginaron de casi todo el semestre 2014, donde solo anotó 2 goles. Para el siguiente semestre logra un mayor protagonismo con el club rojiblanco donde logró anotar 7 goles en 15 partidos, consolidándose en una de las piezas fundamentales del equipo tiburón A final de año 2015, para el torneo clausura guio el equipo hasta la final con goles decisivos que aun así solo valieron el subcampeonato del Junior que buscaba su octava estrella de liga colombiana. El 9 de agosto de 2016, en el debut de Junior en la Copa Sudamericana marcó dos goles frente a Deportivo Lara de Venezuela y sale figura del partido.

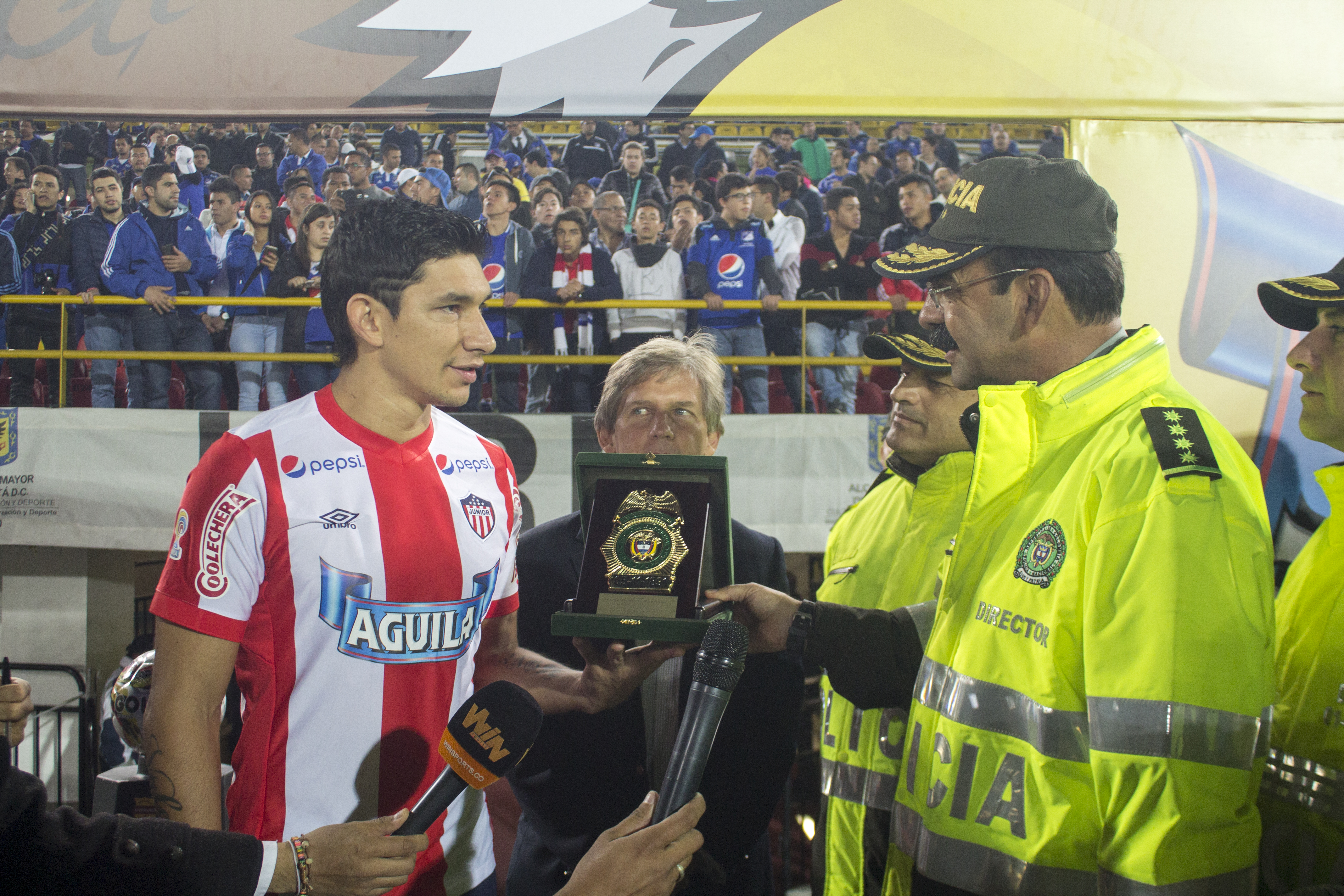
Ovelar siendo galardonado con el reconocimiento de la Policía Nacional por parte de su entonces director general, Rodolfo Palomino.

La Policía Nacional le otorgó un reconocimiento por juego limpio el 9 de septiembre de 2015, previo a un partido contra Millonarios, pues en un partido anterior contra Uniautónoma el 5 de septiembre, en el quinto minuto del primer tiempo, mientras Junior perdía 1-0, hizo reversar una decisión arbitral errónea de penal que favorecía a su equipo, al informarle al árbitro que quien había tocado el balón con la mano era él y no su rival, posteriormente sería amonestado.
Es goleador del Torneo Apertura 2015 del Junior con 7 goles y del Torneo Finalización 2015 con 9 goles con el tiburón siendo su equipo subcampeón cayendo a manos de Atlético Nacional en definición de penaltis. En el 2015 y 2017 fue campeón en la Copa Colombia con el conjunto tiburón.

### Millonarios
El 20 de diciembre de 2017 Millonarios Fútbol Club oficializó la contratación para la temporada 2018, firmando contrato por los próximos dos años con el club embajador. Debuta el 31 de enero como titular por la Superliga de Colombia en el empate a cero goles frente a Atlético Nacional. Una semana después marca un doblete en el partido de vuelta para dar al equipo su primera Superliga de Colombia ganando en el global 2 a 1 saliendo como la figura el partido. El 29 de julio vuelve y marca gol en la victoria 2 por 0 como visitantes en casa de Patriotas Boyacá.
Su primer gol del 2019 lo hace el 9 de febrero en la victoria 2 por 1 como visitantes contra Jaguares de Córdoba. El 23 de febrero asume por primera vez la capitanía del equipo, en condición de cuarto capitán. El 28 de febrero marca su primer triplete en Colombia, en el partido ante Unión Magdalena, el cual terminaría 4-0, donde además sería elegido como figura del encuentro. El 9 de marzo marca sobre los últimos minutos el gol del empate final 1 por 1 frente a Atlético Nacional.
El 16 de junio de 2019 su hermano, Luís Armando Ovelar, confirma que el delantero ya habría arreglado su vinculación al Club Olimpia de Paraguay. Deja el equipo disputar 53 partidos y anotar 11 goles.

## Selección nacional
Debutó 9 de junio de 2012, en La Paz, contra Bolivia donde perdieron 3 a 1 y jugó alrededor de 68 minutos donde entró por una lesión de un compañero de equipo y en el 2018 vuelve ser convocado para la fecha FIFA ante la selección de los Estados Unidos.

## Estadísticas

### Como jugador
| Club | Div.          | Temporada     | Liga  | Liga  | Liga   | Copas nacionales(1) | Copas nacionales(1) | Copas nacionales(1) | Torneos internacionales(2) | Torneos internacionales(2) | Torneos internacionales(2) | Total | Total | Total  | Media goleadora(3) | Media goleadora(3) |
| Club | Div.          | Temporada     | Part. | Goles | Asist. | Part.               | Goles               | Asist.              | Part.                      | Goles                      | Asist.                     | Part. | Goles | Asist. | Media goleadora(3) | Media goleadora(3) |
| --- | ------------- | ------------- | ----- | ----- | ------ | ------------------- | ------------------- | ------------------- | -------------------------- | -------------------------- | -------------------------- | ----- | ----- | ------ | ------------------ | ------------------ |
| Cerro Porteño Paraguay | 1.ª           | 2006-07       | 32    | 10    | 0      | -                   | -                   | -                   | 2                          | 0                          | 0                          | 34    | 10    | 0      | 0,29               | 0,29               |
| Cerro Porteño Paraguay | Total club    | Total club    | 32    | 10    | 0      | 0                   | 0                   | 0                   | 2                          | 0                          | 0                          | 34    | 10    | 0      | 0,29               | 0,29               |
| Universidad de San Martín · Perú | 1.ª           | 2008          | 30    | 9     | 0      | -                   | -                   | -                   | 4                          | 1                          | 0                          | 34    | 10    | 0      | 0,29               | 0,29               |
| Universidad de San Martín · Perú | Total club    | Total club    | 30    | 9     | 0      | 0                   | 0                   | 0                   | 4                          | 1                          | 0                          | 34    | 10    | 0      | 0,29               | 0,29               |
| Cruz Azul · México | 1.ª           | 2009          | 5     | 1     | 1      | -                   | -                   | -                   | -                          | -                          | -                          | 5     | 1     | 1      | 0,20               | 0,20               |
| Cruz Azul · México | Total club    | Total club    | 5     | 1     | 1      | 0                   | 0                   | 0                   | 0                          | 0                          | 0                          | 5     | 1     | 1      | 0,20               | 0,20               |
| Alianza Lima · Perú | 1.ª           | 2009          | 8     | 1     | 0      | -                   | -                   | -                   | -                          | -                          | -                          | 8     | 1     | 0      | 0,13               | 0,13               |
| Alianza Lima · Perú | 1.ª           | 2010          | 18    | 9     | 1      | -                   | -                   | -                   | 2                          | 1                          | 0                          | 20    | 10    | 1      | 0,50               | 0,50               |
| Alianza Lima · Perú | 1.ª           | 2011          | 28    | 14    | 0      | -                   | -                   | -                   | 1                          | 0                          | 0                          | 29    | 14    | 0      | 0,48               | 0,48               |
| Alianza Lima · Perú | Total club    | Total club    | 54    | 24    | 1      | 0                   | 0                   | 0                   | 3                          | 1                          | 0                          | 57    | 25    | 1      | 0,44               | 0,44               |
| Universidad Católica · Chile | 1.ª           | 2012          | 15    | 5     | 3      | 4                   | 1                   | 0                   | 9                          | 2                          | 0                          | 28    | 8     | 3      | 0,29               | 0,29               |
| Universidad Católica · Chile | Total club    | Total club    | 15    | 5     | 3      | 4                   | 1                   | 0                   | 9                          | 2                          | 0                          | 28    | 8     | 3      | 0,29               | 0,29               |
| Juan Aurich · Perú | 1.ª           | 2013          | 35    | 17    | 11     | -                   | -                   | -                   | 2                          | 1                          | 0                          | 37    | 18    | 11     | 0,49               | 0,49               |
| Juan Aurich · Perú | 1.ª           | 2014          | 3     | 1     | 1      | 13                  | 3                   | 6                   | 0                          | 0                          | 0                          | 16    | 4     | 7      | 0,19               | 0,19               |
| Juan Aurich · Perú | Total club    | Total club    | 38    | 18    | 12     | 13                  | 3                   | 6                   | 2                          | 1                          | 0                          | 53    | 22    | 18     | 0,40               | 0,40               |
| Junior · Colombia | 1.ª           | 2014          | 3     | 0     | 0      | 3                   | 2                   | 0                   | -                          | -                          | -                          | 6     | 2     | 0      | 0,33               | 0,33               |
| Junior · Colombia | 1.ª           | 2015          | 38    | 16    | 6      | 7                   | 3                   | 0                   | 3                          | 1                          | 0                          | 48    | 20    | 6      | 0,42               | 0,42               |
| Junior · Colombia | 1.ª           | 2016          | 32    | 6     | 6      | 2                   | 0                   | 0                   | 8                          | 3                          | 1                          | 42    | 9     | 7      | 0,21               | 0,21               |
| Junior · Colombia | 1.ª           | 2017          | 34    | 8     | 3      | 6                   | 3                   | 0                   | 10                         | 2                          | 0                          | 50    | 13    | 3      | 0,26               | 0,26               |
| Junior · Colombia | Total club    | Total club    | 107   | 30    | 15     | 19                  | 8                   | 0                   | 21                         | 6                          | 1                          | 147   | 44    | 16     | 0,30               | 0,30               |
| Millonarios · Colombia | 1.ª           | 2018          | 26    | 2     | 0      | 7                   | 3                   | 0                   | 5                          | 1                          | 0                          | 38    | 6     | 0      | 0,18               | 0,18               |
| Millonarios · Colombia | 1.ª           | 2019          | 16    | 5     | 1      | -                   | -                   | -                   | -                          | -                          | -                          | 16    | 5     | 1      | 0,31               | 0,31               |
| Millonarios · Colombia | Total club    | Total club    | 42    | 7     | 1      | 7                   | 3                   | 0                   | 5                          | 1                          | 0                          | 54    | 11    | 1      | 0,27               | 0,27               |
| Olimpia Paraguay | 1.ª           | 2019-C        | 4     | 0     | 0      | -                   | -                   | -                   | -                          | -                          | -                          | 4     | 0     | 0      | 0,00               | 0,00               |
| Olimpia Paraguay | Total club    | Total club    | 4     | 0     | 0      | 0                   | 0                   | 0                   | 0                          | 0                          | 0                          | 4     | 0     | 0      | 0,00               | 0,00               |
| Once Caldas · Colombia | 1.ª           | 2020          | 19    | 6     | 3      | 2                   | 0                   | 0                   | -                          | -                          | -                          | 21    | 6     | 3      | 0,28               | 0,28               |
| Once Caldas · Colombia | Total club    | Total club    | 19    | 6     | 3      | 2                   | 0                   | 0                   | 0                          | 0                          | 0                          | 21    | 6     | 3      | 0,28               | 0,28               |
| Deportivo Municipal · Perú | 1.ª           | 2021          | 21    | 7     | 3      | -                   | -                   | -                   | -                          | -                          | -                          | 21    | 7     | 3      | 0,33               | 0,33               |
| Deportivo Municipal · Perú | 1.ª           | 2022          | 28    | 11    | 8      | -                   | -                   | -                   | -                          | -                          | -                          | 28    | 11    | 8      | 0,38               | 0,38               |
| Deportivo Municipal · Perú | Total club    | Total club    | 49    | 18    | 11     | 0                   | 0                   | 0                   | 0                          | 0                          | 0                          | 49    | 18    | 11     | 0,35               | 0,35               |
| General Caballero Paraguay | 1.ª           | 2023          | 9     | 2     | 1      | -                   | -                   | -                   | 1                          | 0                          | 0                          | 10    | 2     | 1      | 0,20               | 0,20               |
| General Caballero Paraguay | Total club    | Total club    | 9     | 2     | 1      | 0                   | 0                   | 0                   | 1                          | 0                          | 0                          | 10    | 2     | 1      | 0,20               | 0,20               |
| Patriotas Hernandarias Paraguay | 3.ª           | 2024          | 0     | 0     | 0      | -                   | -                   | -                   | -                          | -                          | -                          | 0     | 0     | 0      | 0                  |                    |
| Patriotas Hernandarias Paraguay | Total club    | Total club    | 0     | 0     | 0      | 0                   | 0                   | 0                   | 0                          | 0                          | 0                          | 0     | 0     | 0      | 0                  |                    |
| Total Carrera | Total Carrera | Total Carrera | 401   | 129   | 51     | 45                  | 15                  | 6                   | 47                         | 12                         | 1                          | 493   | 156   | 55     | 0,31               | 0,31               |
| (1) Incluye datos de la Copa Colombia (2014-Act.), Copa Inca (2014) y Copa Chile (2013). (2) Incluye datos de la Copa Libertadores de América (2006, 2010-12, 2017) y Copa Sudamericana (2012-Act.). (3) Media de goles por encuentro. No incluye goles en partidos amistosos. |               |               |       |       |        |                     |                     |                     |                            |                            |                            |       |       |        |                    |                    |

Fuente: Soccerway.com

#### Selección
| Sub-20 Paraguay                                             | 2001          | — | — | 5 | 0 | — | — | 5 | 0 | 0.0 |
| Sub-20 Paraguay                                             | Total         | 0 | 0 | 5 | 0 | 0 | 0 | 5 | 0 | 0.0 |
| Mayores Paraguay                                            | 2012          | — | — | 1 | 0 | — | — | 1 | 0 | 0.0 |
| Mayores Paraguay                                            | 2018          | — | — | 0 | 0 | — | — | 0 | 0 | 0.0 |
| Mayores Paraguay                                            | Total         | 0 | 0 | 1 | 0 | 0 | 0 | 1 | 0 | 0.0 |
| Total carrera                                               | Total carrera | 0 | 0 | 6 | 0 | 0 | 0 | 6 | 0 | 0.0 |
| (1) Incluye los partidos del Campeonato Sudamericano (2001) |               |   |   |   |   |   |   |   |   |     |

#### Hat-tricks
| 1 | 12 de septiembre de 2011 | Estadio 25 de Noviembre, Moquegua | Alianza Lima - Cobresol                |  | 5 - 0 | Campeonato Descentralizado 2011 |
| 2 | 28 de febrero de 2019    | Estadio El Campín, Bogotá         | Millonarios FC - Unión Magdalena       |  | 4 - 0 | Torneo Apertura 2019            |
| 3 | 16 de abril de 2022      | Estadio Alberto Gallardo, Lima    | Sporting Cristal - Deportivo Municipal |  | 6 - 4 | Torneo Apertura 2022            |

### Como entrenador
| Equipo                          | Desde              | Hasta             | Estadística | Estadística | Estadística | Estadística | Estadística |
| Equipo                          | Desde              | Hasta             | PJ          | PG          | PE          | PP          | Efectividad |
| ------------------------------- | ------------------ | ----------------- | ----------- | ----------- | ----------- | ----------- | ----------- |
| Patriotas Hernandarias Paraguay | 7 de marzo de 2025 | Presente          |             |             |             |             |             |
| Consolidado Total               | Consolidado Total  | Consolidado Total |             |             |             |             | 100%        |

## Palmarés

### Campeonatos nacionales
| Título                    | Club                      | País     | Año  |
| ------------------------- | ------------------------- | -------- | ---- |
| Torneo Clausura           | Cerro Porteño             | Paraguay | 2006 |
| Primera División del Perú | Universidad de San Martín | Perú     | 2008 |
| Copa Colombia             | Junior                    | Colombia | 2015 |
| Copa Colombia             | Junior                    | Colombia | 2017 |
| Superliga de Colombia     | Millonarios               | Colombia | 2018 |
| Torneo Clausura           | Olimpia                   | Paraguay | 2019 |

#### Campeonatos amistosos
| Título            | Club        | País     | Año  |
| ----------------- | ----------- | -------- | ---- |
| Torneo Fox Sports | Millonarios | Colombia | 2019 |

### Distinciones individuales
| Distinción                                          | Año  |
| --------------------------------------------------- | ---- |
| Máximo asistidor del Torneo del Inca                | 2014 |
| Incluido en el equipo del año del Fútbol Colombiano | 2015 |